# Copa América 2015 (składy)
Składy drużyn biorących udział w turnieju Copa América 2015, odbywających się w Chile w dniach od 11 czerwca do 4 lipca 2015 roku. Każda z dwunastu drużyn biorących udział w tych mistrzostwach musiała zgłosić po 23 zawodników. Wszyscy zawodnicy zostali podzieleni numerami koszulek od 1 do 23.

## Grupa A

### Chile
| Nr                     | Zawodnik              | Klub                        |
| ---------------------- | --------------------- | --------------------------- |
| 1                      | Claudio Bravo         | FC Barcelona                |
| 2                      | Eugenio Mena          | Cruzeiro EC                 |
| 3                      | Miiko Albornoz        | Hannover 96                 |
| 4                      | Mauricio Isla         | Queens Park Rangers F.C.    |
| 5                      | Francisco Silva       | Club Brugge                 |
| 6                      | David Pizarro         | ACF Fiorentina              |
| 7                      | Alexis Sánchez        | Arsenal F.C.                |
| 8                      | Arturo Vidal          | Juventus F.C.               |
| 9                      | Mauricio Pinilla      | Atalanta BC                 |
| 10                     | Jorge Valdivia        | SE Palmeiras                |
| 11                     | Eduardo Vargas        | Queens Park Rangers F.C.    |
| 12                     | Paulo Garcés          | Colo-Colo Santiago de Chile |
| 13                     | José Manuel Rojas     | Club Universidad de Chile   |
| 14                     | Matías Fernández      | ACF Fiorentina              |
| 15                     | Jean Beausejour       | Colo-Colo Santiago de Chile |
| 16                     | Felipe Gutiérrez      | FC Twente                   |
| 17                     | Gary Medel            | Inter Milán                 |
| 18                     | Gonzalo Jara          | FSV Mainz 05                |
| 19                     | José Pedro Fuenzalida | Club Atlético Boca Juniors  |
| 20                     | Charles Aránguiz      | S.C. Internacional          |
| 21                     | Marcelo Díaz          | Hamburger SV                |
| 22                     | Ángelo Henríquez      | Dinamo Zagrzeb              |
| 23                     | Johnny Herrera        | Club Universidad de Chile   |
| Trener: Jorge Sampaoli |                       |                             |

### Boliwia
| Nr                     | Zawodnik                | Klub                   |
| ---------------------- | ----------------------- | ---------------------- |
| 1                      | Romel Quiñónez          | Club Bolívar           |
| 2                      | Miguel Ángel Hurtado    | Club Blooming          |
| 3                      | Alejandro Chumacero     | Club The Strongest     |
| 4                      | Leonel Morales          | Club Blooming          |
| 5                      | Ronald Eguino           | Club Bolívar           |
| 6                      | Danny Bejarano          | Oriente Petrolero      |
| 7                      | Alcides Peña            | Oriente Petrolero      |
| 8                      | Martin Smedberg-Dalence | IFK Göteborg           |
| 9                      | Marcelo Moreno Martins  | Changchun Yatai        |
| 10                     | Pablo Escobar           | Club The Strongest     |
| 11                     | Damián Lizio            | CD O’Higgins           |
| 12                     | José Peñarrieta         | Club Petrolero Yacuiba |
| 13                     | Damir Miranda           | Club Bolívar           |
| 14                     | Edemir Rodríguez        | Club Bolívar           |
| 15                     | Sebastián Gamarra       | A.C. Milan             |
| 16                     | Ronald Raldes           | Oriente Petrolero      |
| 17                     | Marvin Bejarano         | Oriente Petrolero      |
| 18                     | Ricardo Pedriel         | Mersin İdman Yurdu     |
| 19                     | Wálter Veizaga          | Club The Strongest     |
| 20                     | Jhasmani Campos         | Club Bolívar           |
| 21                     | Cristian Coimbra        | Club Blooming          |
| 22                     | Edward Zenteno          | Club Jorge Wilstermann |
| 23                     | Hugo Suárez             | Club Blooming          |
| Trener: Mauricio Soria |                         |                        |

### Ekwador
| Nr                        | Zawodnik            | Klub                            |
| ------------------------- | ------------------- | ------------------------------- |
| 1                         | Librado Azcona      | Independiente del Valle         |
| 2                         | Arturo Mina         | Independiente del Valle         |
| 3                         | Frickson Erazo      | Grêmio Porto Alegre             |
| 4                         | Juan Carlos Paredes | Watford F.C.                    |
| 5                         | Renato Ibarra       | Vitesse                         |
| 6                         | Christian Noboa     | PAOK FC                         |
| 7                         | Jefferson Montero   | Swansea City A.F.C.             |
| 8                         | Miller Bolaños      | Emelec Guayaquil                |
| 9                         | Fidel Martínez      | Club Universidad de Guadalajara |
| 10                        | Walter Ayoví        | CF Pachuca                      |
| 11                        | Juan Cazares        | CA Banfield                     |
| 12                        | Esteban Dreer       | Emelec Guayaquil                |
| 13                        | Enner Valencia      | West Ham United F.C.            |
| 14                        | Osbaldo Lastra      | Emelec Guayaquil                |
| 15                        | Pedro Quiñónez      | Emelec Guayaquil                |
| 16                        | Mario Pineida       | Independiente del Valle         |
| 17                        | Daniel Angulo       | Independiente del Valle         |
| 18                        | Óscar Bagüí         | Emelec Guayaquil                |
| 19                        | Pedro Larrea        | LDU Loja                        |
| 20                        | John Narváez        | Emelec Guayaquil                |
| 21                        | Gabriel Achilier    | Emelec Guayaquil                |
| 22                        | Jonathan González   | Club Universidad de Guadalajara |
| 23                        | Alexander Domínguez | LDU Quito                       |
| Trener: Gustavo Quinteros |                     |                                 |

### Meksyk
| Nr                     | Zawodnik                | Klub                        |
| ---------------------- | ----------------------- | --------------------------- |
| 1                      | José de Jesús Corona    | Cruz Azul                   |
| 2                      | Julio César Domínguez   | Cruz Azul                   |
| 3                      | Hugo Ayala              | Tigres UANL                 |
| 4                      | Rafael Márquez          | Hellas Verona               |
| 5                      | Juan Carlos Medina      | Club Atlas                  |
| 6                      | Javier Güemez           | Club Tijuana                |
| 7                      | Jesús Manuel Corona     | FC Twente                   |
| 8                      | Marco Fabián            | Chivas de Guadalajara       |
| 9                      | Raúl Jiménez            | Atlético Madryt             |
| 10                     | Luis Montes             | Club León                   |
| 11                     | Javier Aquino           | Rayo Vallecano              |
| 12                     | Alfredo Talavera        | Deportivo Toluca            |
| 13                     | Carlos Salcedo          | Chivas de Guadalajara       |
| 14                     | Juan Carlos Valenzuela  | Club Atlas                  |
| 15                     | Gerardo Flores          | Cruz Azul                   |
| 16                     | Adrián Aldrete          | Club Santos Laguna          |
| 17                     | Mario Osuna             | Querétaro FC                |
| 18                     | Enrique Esqueda         | Tigres UANL                 |
| 19                     | Matías Vuoso            | Chiapas FC                  |
| 20                     | Eduardo Herrera         | Pumas UNAM                  |
| 21                     | George Corral           | Querétaro FC                |
| 22                     | Efraín Velarde          | CF Monterrey                |
| 23                     | Edgar Melitón Hernández | Tiburones Rojos de Veracruz |
| Trener: Miguel Herrera |                         |                             |

## Grupa B

### Argentyna
| Nr                      | Zawodnik          | Klub                            |
| ----------------------- | ----------------- | ------------------------------- |
| 1                       | Sergio Romero     | UC Sampdoria                    |
| 2                       | Ezequiel Garay    | Zenit Petersburg                |
| 3                       | Nicolás Otamendi  | Valencia CF                     |
| 4                       | Pablo Zabaleta    | Manchester City F.C.            |
| 5                       | Fernando Gago     | Club Atlético Boca Juniors      |
| 6                       | Lucas Biglia      | S.S. Lazio                      |
| 7                       | Ángel Di María    | Manchester United F.C.          |
| 8                       | Erik Lamela       | Tottenham Hotspur F.C.          |
| 9                       | Gonzalo Higuaín   | SSC Napoli                      |
| 10                      | Lionel Messi      | FC Barcelona                    |
| 11                      | Carlos Tévez      | Juventus F.C.                   |
| 12                      | Nahuel Guzmán     | Tigres UANL                     |
| 13                      | Facundo Roncaglia | Genoa CFC                       |
| 14                      | Javier Mascherano | FC Barcelona                    |
| 15                      | Martín Demichelis | Manchester City F.C.            |
| 16                      | Marcos Rojo       | Manchester United F.C.          |
| 17                      | Roberto Pereyra   | Juventus F.C.                   |
| 18                      | Javier Pastore    | Paris Saint-Germain F.C.        |
| 19                      | Éver Banega       | Sevilla FC                      |
| 20                      | Sergio Agüero     | Manchester City F.C.            |
| 21                      | Mariano Andújar   | SSC Napoli                      |
| 22                      | Ezequiel Lavezzi  | Paris Saint-Germain F.C.        |
| 23                      | Milton Casco      | Club Atlético Newell’s Old Boys |
| Trener: Gerardo Martino |                   |                                 |

### Jamajka
| Nr                       | Zawodnik         | Klub                    |
| ------------------------ | ---------------- | ----------------------- |
| 1                        | Duwayne Kerr     | Sarpsborg 08 FF         |
| 2                        | Daniel Gordon    | Karlsruher SC           |
| 3                        | Michael Hector   | Reading F.C.            |
| 4                        | Wes Morgan       | Leicester City F.C.     |
| 5                        | Lance Laing      | FC Edmonton             |
| 6                        | Deshorn Brown    | Vålerenga Fotball       |
| 7                        | Romeo Parkes     | AD Isidro Metapán       |
| 8                        | Hughan Gray      | Waterhouse FC           |
| 9                        | Giles Barnes     | Houston Dynamo          |
| 10                       | Jobi McAnuff     | Leyton Orient F.C.      |
| 11                       | Darren Mattocks  | Vancouver Whitecaps FC  |
| 12                       | Dwayne Miller    | Syrianska FC            |
| 13                       | Dino Williams    | Montego Bay United F.C. |
| 14                       | Allan Ottey      | Montego Bay United F.C. |
| 15                       | Je-Vaughn Watson | FC Dallas               |
| 16                       | Joel Grant       | Yeovil Town F.C.        |
| 17                       | Rodolph Austin   | Leeds United F.C.       |
| 18                       | Simon Dawkins    | Derby County F.C.       |
| 19                       | Adrian Mariappa  | Cystal Palace F.C.      |
| 20                       | Kemar Lawrence   | New York Red Bulls      |
| 21                       | Jermaine Taylor  | Houston Dynamo          |
| 22                       | Garath McCleary  | Reading F.C.            |
| 23                       | Ryan Thompson    | Pittsburgh Riverhounds  |
| Trener: Winfried Schäfer |                  |                         |

### Paragwaj
| Nr                 | Zawodnik            | Klub                            |
| ------------------ | ------------------- | ------------------------------- |
| 1                  | Justo Villar        | Colo-Colo Santiago de Chile     |
| 2                  | Iván Piris          | Udinese Calcio                  |
| 3                  | Marcos Cáceres      | Club Atlético Newell’s Old Boys |
| 4                  | Pablo Aguilar       | Club América                    |
| 5                  | Bruno Valdez        | Cerro Porteño                   |
| 6                  | Osmar Molinas       | Club Libertad                   |
| 7                  | Raúl Bobadilla      | FC Augsburg                     |
| 8                  | Lucas Barrios       | Montpellier HSC                 |
| 9                  | Roque Santa Cruz    | Cruz Azul                       |
| 10                 | Derlis González     | FC Basel                        |
| 11                 | Edgar Benítez       | Deportivo Toluca                |
| 12                 | Antony Silva        | Independiente Medellín          |
| 13                 | Miguel Samudio      | Club América                    |
| 14                 | Paulo da Silva      | Deportivo Toluca                |
| 15                 | Víctor Cáceres      | C.R. Flamengo                   |
| 16                 | Eduardo Aranda      | Club Olimpia                    |
| 17                 | Óscar Romero        | Racing Club de Avellaneda       |
| 18                 | Nelson Haedo Valdez | Eintracht Frankfurt             |
| 19                 | Fabián Balbuena     | Club Libertad                   |
| 20                 | Osvaldo Martínez    | Club América                    |
| 21                 | Néstor Ortigoza     | San Lorenzo de Almagro          |
| 22                 | Alfredo Aguilar     | Club Guaraní                    |
| 23                 | Richard Ortiz       | Deportivo Toluca                |
| Trener: Ramón Díaz |                     |                                 |

### Urugwaj
| Nr                    | Zawodnik               | Klub                       |
| --------------------- | ---------------------- | -------------------------- |
| 1                     | Fernando Muslera       | Galatasaray SK             |
| 2                     | José María Giménez     | Atlético Madryt            |
| 3                     | Diego Godín            | Atlético Madryt            |
| 4                     | Jorge Fucile           | Club Nacional de Football  |
| 5                     | Mathías Corujo         | Club Universidad de Chile  |
| 6                     | Álvaro Pereira         | Estudiantes La Plata       |
| 7                     | Cristian Rodríguez     | Atlético Madryt            |
| 8                     | Abel Hernández         | Hull City A.F.C.           |
| 9                     | Diego Rolán            | Girondins Bordeaux         |
| 10                    | Giorgian de Arrascaeta | Cruzeiro EC                |
| 11                    | Cristhian Stuani       | RCD Espanyol               |
| 12                    | Rodrigo Muñoz          | Club Libertad              |
| 13                    | Sebastián Coates       | Sunderland A.F.C.          |
| 14                    | Nicolás Lodeiro        | Club Atlético Boca Juniors |
| 15                    | Ricardo Guzmán Pereira | Club Universidad de Chile  |
| 16                    | Maxi Pereira           | SL Benfica                 |
| 17                    | Egidio Arévalo Ríos    | Tigres UANL                |
| 18                    | Gastón Silva           | Torino FC                  |
| 19                    | Carlos Sánchez         | River Plate                |
| 20                    | Álvaro González        | Torino FC                  |
| 21                    | Edinson Cavani         | Paris Saint-Germain F.C.   |
| 22                    | Jonathan Rodríguez     | SL Benfica                 |
| 23                    | Martín Silva           | CR Vasco da Gama           |
| Trener: Óscar Tabárez |                        |                            |

## Grupa C

### Brazylia
| Nr            | Zawodnik          | Klub                      |
| ------------- | ----------------- | ------------------------- |
| 1             | Jefferson         | Botafogo F.R.             |
| 2             | Danilo            | FC Porto                  |
| 3             | Miranda           | Atlético Madryt           |
| 4             | David Luiz        | Paris Saint-Germain F.C.  |
| 5             | Marquinhos        | Paris Saint-Germain F.C.  |
| 6             | Filipe Luís       | Chelsea F.C.              |
| 7             | Robinho           | Santos FC                 |
| 8             | Elias             | S.C. Corinthians Paulista |
| 9             | Diego Tardelli    | Shandong Luneng Taishan   |
| 10            | Neymar            | FC Barcelona              |
| 11            | Douglas Costa     | Szachtar Donieck          |
| 12            | Neto              | ACF Fiorentina            |
| 13            | Fabinho           | AS Monaco                 |
| 14            | Thiago Silva      | Paris Saint-Germain F.C.  |
| 15            | Geferson          | S.C. Internacional        |
| 16            | Casemiro          | Real Madryt               |
| 17            | Fred              | Szachtar Donieck          |
| 18            | Roberto Firmino   | TSG 1899 Hoffenheim       |
| 19            | Willian           | Chelsea F.C.              |
| 20            | Everton Ribeiro   | Al-Ahli Dubaj             |
| 21            | Philippe Coutinho | Liverpool F.C.            |
| 22            | Fernandinho       | Manchester City F.C.      |
| 23            | Marcelo Grohe     | Grêmio Porto Alegre       |
| Trener: Dunga |                   |                           |

### Kolumbia
| Nr                    | Zawodnik          | Klub                      |
| --------------------- | ----------------- | ------------------------- |
| 1                     | David Ospina      | Arsenal F.C.              |
| 2                     | Cristián Zapata   | A.C. Milan                |
| 3                     | Pedro Franco      | Beşiktaş JK               |
| 4                     | Santiago Arias    | PSV Eindhoven             |
| 5                     | Darwin Andrade    | Standard Liège            |
| 6                     | Carlos Sánchez    | Aston Villa F.C.          |
| 7                     | Pablo Armero      | C.R. Flamengo             |
| 8                     | Edwin Cardona     | CF Monterrey              |
| 9                     | Radamel Falcao    | Manchester United F.C.    |
| 10                    | James Rodríguez   | Real Madryt               |
| 11                    | Juan Cuadrado     | Chelsea F.C.              |
| 12                    | Camilo Vargas     | Atlético Nacional         |
| 13                    | Carlos Valdés     | Club Nacional de Football |
| 14                    | Víctor Ibarbo     | AS Roma                   |
| 15                    | Alexander Mejía   | CF Monterrey              |
| 16                    | Edwin Valencia    | Santos FC                 |
| 17                    | Carlos Bacca      | Sevilla FC                |
| 18                    | Juan Zúñiga       | SSC Napoli                |
| 19                    | Teófilo Gutiérrez | River Plate               |
| 20                    | Luis Muriel       | UC Sampdoria              |
| 21                    | Jackson Martínez  | FC Porto                  |
| 22                    | Cristian Bonilla  | La Equidad CD             |
| 23                    | Jeison Murillo    | Granada CF                |
| Trener: José Pekerman |                   |                           |

### Peru
| Nr                     | Zawodnik            | Klub                               |
| ---------------------- | ------------------- | ---------------------------------- |
| 1                      | Diego Penny         | Club Sporting Cristal              |
| 2                      | Jair Céspedes       | Juan Aurich Chiclayo               |
| 3                      | Hansell Riojas      | Universidad César Vallejo Trujillo |
| 4                      | Carlos Zambrano     | Eintracht Frankfurt                |
| 5                      | Josepmir Ballón     | Club Sporting Cristal              |
| 6                      | Juan Manuel Vargas  | ACF Fiorentina                     |
| 7                      | Paolo Hurtado       | FC Paços de Ferreira               |
| 8                      | Edwin Retamoso      | Real Garcilaso                     |
| 9                      | José Paolo Guerrero | S.C. Corinthians Paulista          |
| 10                     | Jefferson Farfán    | FC Schalke 04                      |
| 11                     | Yordy Reyna         | RB Leipzig                         |
| 12                     | Salomón Libman      | Universidad César Vallejo Trujillo |
| 13                     | Luis Advíncula      | Vitória Setúbal                    |
| 14                     | Claudio Pizarro     | Bayern Monachium                   |
| 15                     | Christian Ramos     | Juan Aurich Chiclayo               |
| 16                     | Pedro Paulo Requena | Universidad César Vallejo Trujillo |
| 17                     | Carlos Lobatón      | Club Sporting Cristal              |
| 18                     | André Carrillo      | Sporting CP                        |
| 19                     | Yoshimar Yotún      | Malmö FF                           |
| 20                     | Christian Cueva     | Alianza Lima                       |
| 21                     | Joel Sánchez        | Universidad San Martín Lima        |
| 22                     | Carlos Ascues       | FBC Melgar                         |
| 23                     | Pedro Gallese       | Juan Aurich Chiclayo               |
| Trener: Ricardo Gareca |                     |                                    |

### Wenezuela
| Nr                      | Zawodnik               | Klub                   |
| ----------------------- | ---------------------- | ---------------------- |
| 1                       | Alain Baroja           | Caracas FC             |
| 2                       | Wilker Ángel           | Deportivo Táchira      |
| 3                       | Andrés Túñez           | Buriram United F.C.    |
| 4                       | Oswaldo Vizcarrondo    | FC Nantes              |
| 5                       | Fernando Amorebieta    | Middlesbrough F.C.     |
| 6                       | Gabriel Cichero        | Mineros Guayana        |
| 7                       | Nicolás „Miku” Fedor   | Rayo Vallecano         |
| 8                       | Tomás Rincón           | Genoa CFC              |
| 9                       | José Salomón Rondón    | Zenit Petersburg       |
| 10                      | Ronald Vargas          | Balıkesirspor          |
| 11                      | César Eduardo González | Deportivo Táchira      |
| 12                      | Dani Hernández         | CD Tenerife            |
| 13                      | Luis Manuel Seijas     | Independiente Santa Fe |
| 14                      | Franklin Lucena        | Deportivo La Guaira    |
| 15                      | Alejandro Guerra       | Atlético Nacional      |
| 16                      | Roberto Rosales        | Málaga CF              |
| 17                      | Josef Martínez         | Torino FC              |
| 18                      | Juan Arango            | Club Tijuana           |
| 19                      | Rafael Acosta          | Mineros Guayana        |
| 20                      | Grenddy Perozo         | AC Ajaccio             |
| 21                      | Gelmin Rivas           | Deportivo Táchira      |
| 22                      | Jhon Murillo           | SL Benfica             |
| 23                      | Wuilker Faríñez        | Caracas FC             |
| Trener: Noel Sanvicente |                        |                        |